# Леонтович Володимир Миколайович
Володи́мир Микола́йович Леонто́вич (*5 серпня 1866 — †10 грудня 1933) — український громадський та політичний діяч, міністр земельних справ Української Держави (1918), письменник і меценат, за фахом правник, видавець. Псевдоніми і криптоніми: В. Левенко, В. Л., Давній, В. Л-ко.

## Родина
Володимир Леонтович походить з давнього козацького, а згодом — дворянського роду Леонтовичів з Полтавщини. Прадід по батькові — був бунчуковим товаришем українського війська часів Гетьманщини.
Мати, Ольга Іванівна, — з аристократичного французького роду Альбрандів. Її дід, Луї Альбранд, емігрував до Російської імперії під час Французької революції. Батько — Микола Павлович Леонтович — поміщик, штабсротмістр Охтирського гусарського полку.
У Ольги і Миколи Леонтовичів було шестеро дітей. Чотири сини — Іван, Костянтин, Володимир і Павло. Та дві доньки — Софія і Ганна (Софія померла в дитинстві).

## Біографія
Володимир народився 5 серпня 1866 року на хуторі Оріхівщина, поблизу Лубен, на Полтавщині.
Закінчив гімназію, потім — юридичний факультет Московського університету (1884—1888). Готувався стати правником, але відчував потяг до іншої області знань — відвідував лекції ботаніки на природничому факультеті та лекції загального землеробства у Петровській сільськогосподарській академії.
Перед закінченням навчання Володимир написав кандидатську наукову працю «Історія землеволодіння в Україні від повстання гетьмана Б. Хмельницького до введення кріпацтва царицею Катериною ІІ» (1888). Для вибору такої теми юнаку, безумовно, треба було мати громадянську сміливість та національне почуття. І цей вибір, як показало все його подальше життя, був невипадковим. Роботу юнака високо оцінили та запропонували йому залишитися в університеті для підготовки до професорської діяльності. Однак батьки кликали сина додому, бо старші брати роз'їхалися й треба було допомагати по господарству. Так московський університет втратив майбутнього професора, та завдяки цьому повороту подій В. Леонтович, за влучним виразом військового діяча О. Шаповала, «не втопився в так званім російськім культурнім морі»[1], а Україна отримала письменника і громадського діяча, який прислужився їй на повну силу своєї душі.
З того часу й до 1918 р. Володимир оселився в Оріхівці; іноді у справах виїздив до Києва. У власному маєтку на хуторі займався сільським господарством та культурною діяльністю, зокрема опікувався будівництвом місцевої цукроварні, збудував двокласну школу, займався просвітницькою діяльністю серед місцевого населення, дбав про добробут односельців.
Після повернення в Україну національна свідомість В. Леонтовича зміцніла й усталилася під впливом В. Симиренка. Саме Василь Федорович, видатний інженер цукроваріння, визначний меценат української культури, людина, безмежно віддана Україні, став для небожа своєї дружини духовним батьком. Він познайомив Володимира з професором Київського університету В. Антоновичем та з іншими діячами української культури, ввів до кола «Старої громади», яка об'єднувала національно свідому інтелігенцію.
Першою літературною спробою В. Леонтовича після закінчення університету був переклад твору В. Короленка «Ліс шумить». Виявилося, що йому бракує знання української мови, і Володимир почав наполегливо опановувати її.
Багатолітні вправляння у мистецтві вислову і щире прагнення прислужитися національній справі закріпили за В. Леонтовичем заслужене звання знавця української мови. Він тонко відчував смак слова, брав участь у збиранні лексичного матеріалу до «Словника української мови» Б. Грінченка (передав 151 картку із записами «слов и выражений, добытых непосредственно от народа»). За творами В. Леонтовича доцільно й цікаво було б скласти словничок, до якого увійшли б запашні українські слова, що за русифікації впродовж багатьох минулих років було вилучено з ужитку. Згодом разом із О. Єфремовим склав «Московсько-український правничий словничок» (видано у Києві 1919 р.). Він компактний і вміщує 4396 слів та словосполучень. Книжечка стала раритетом і зберігається в Національній бібліотеці України ім. В. І. Вернадського.
Працював В. Леонтович і в царині літературної критики. Зокрема, відомі його «розправи» «Грицько Григоренко», «Естетизм Коцюбинського» та ін.
Після проголошення урядовим маніфестом 17 жовтня 1905 р. свободи слова й друку під впливом революційних рухів царат був змушений послабити переслідування української культури — було відмінено укази про заборону друкування українською мовою, почали видаватись газети й журнали різних політичних напрямків.
В. Леонтович став одним із фундаторів національної періодики в Києві, адже саме він домігся дозволу на видання першої всеукраїнської щоденної газети «Громадська думка» (подану назву «Громадське слово» цензура не пропустила). «Громадська думка» виходила понад півроку (1 серпня 1906 р. її закрила влада), та це видання вторувало шлях славетній газеті «Рада» (1906—1914). Також В. Леонтович фінансував та редагував журнал «Нова громада»; матеріально підтримував та входив до складу редакційної колегії «Літературно-наукового вісника»; був членом редколегії журналу «Киевская старина».
Не можна оминути увагою ще одну царину діяльності Володимира Миколайовича — археологічну діяльність. Він разом із старшим братом Іваном брав участь у розкопках трьох курганів у Старобільському повіті на Харківщині. Серед унікальних знахідок були портрети козацької старшини часів Гетьманщини — Наркиза Леонтовича, Василя та Стефана Родзянок, ліпний посуд, знаряддя доби бронзи та інші рідкісні предмети. Все це брати подарували Лубенському музею старожитностей К. М. Скаржинської. Тоді це був приватний музей Катерини Скаржинської, який розміщався в її маєтку в с. Круглик на Лубенщині, і за часів радянської влади став основою Полтавського краєзнавчого музею (нині Полтавський краєзнавчий музей імені Василя Кричевського). Згодом Володимир Леонтович неодноразово передавав музею у Круглику історичні речі та документи. Археологічна колекція Леонтовичів експонувалася як персональна.
В. Леонтович виявляв також інтерес і до збереження предметів прикладного народного мистецтва та кустарних виробів. Він був не лише знайомий із Миколою Біляшівським, корифеєм української музейної справи, засновником першого художньо-промислового і наукового музею в Києві (нині Національний художній музей України), а й брав безпосередню участь у збиранні експонатів для нього.
Вболіваючи за розвиток української культури, В. Леонтович заснував «Товариство підмоги українській літературі, науці та штуці» (1911—1919) і був обраний його головою. Це товариство фактично у легальний спосіб затверджувало розпорядників коштів громадського фонду спадкоємців В. Симиренка. Призначення грошей залежало від В. Леонтовича, який завжди витрачав їх виключно на культурні цілі. Жодна культурна справа в Наддніпрянській Україні не обходилася без його участі. Крім розпорядження фондом він фактично керував підприємствами В. Симиренка, зокрема його Сидорівською цукроварнею в Канівському повіті. Сам В. Леонтович також був талановитим підприємцем, власником цукрового заводу в Оріхівщині.
До цього часу слід віднести й початок громадсько-культурної діяльності Володимира Миколайовича, якій він присвятив багато років свого життя. Творчість і громадська робота — два крила цього птаха полтавської землі.
Із 1891 р. аж до революції 1917 р. В. Леонтович брав активну участь у роботі місцевого самоврядування, так званого земства. Був почесним мировим суддею. Його часто запрошували до складу Лубенського Окружного Суду, де Володимир Миколайович виконував обов'язки і присяжного засідателя. Приблизно чверть століття як гласний (тобто депутат) Лубенського повітового та Полтавського губернського земств В. Леонтович впливав на рішення господарського губерніального земства, господарчих, культурних, освітянських питань Полтавщини. Неодноразово йому пропонували стати земським начальником, та завжди наражалися на відмову, бо ця посада його не приваблювала, адже посадовці мусили бути агентами МВС Російської імперії.
В. Леонтович був авторитетом серед тих, хто присвятив себе землі, і тому його обрали головою агрономічного Товариства Хорольського повіту. Головував протягом кількох років, поки брак часу не примусив відмовитися. У 1918 р., за Гетьманату П. Скоропадського, Володимир Миколайович обіймав пост міністра сільського господарства. З його ім'ям пов'язаний проект земельного закону, згодом оцінений як один із найдемократичніших у світі. В його основу було покладено право приватної власності. Щоб обмежити земельні володіння, мав бути проведений примусовий викуп землі у великих власників, аби розподілити її між малоземельними селянами.
У 1915 р. В. Леонтовича запросили на роботу в Комітет Південно-Західного фронту Всеросійського Союзу міст, що опікувався біженцями. Він допомагав шпиталю для вояків-українців, де його засновниці Л. Шульгіна та Л. Старицька-Черняхівська навчали грамоти українською мовою.
З початком революції Володимира Миколайовича було обрано до Центральної Ради від Товариства українських поступовців (ТУП). Цього ж року його обрали заступником голови (голова — М. Грушевський) Українського Наукового Товариства, що розробляло ідею створення української Академії наук.
Згодом, за призначенням уряду Директорії, В. Леонтович короткий час працював уповноваженим Українського Червоного Хреста в Одесі, де встиг надрукувати оповідання «Несподіване», яке, на жаль, і досі не знайдено. А потім, уже за більшовиків, він деякий час працював у Києві, у раднаргоспі, але як представник буржуазії мав сплатити 100 тис. карбованців контрибуції, «яких я не мав, та й дістати не міг, а тим часом неплатним загрожували арештом і ЧК»[2]. Почалися переслідування і, завчасно попереджений добрими людьми, Леонтович «зник» із Києва. Повернувся до рідного с. Оріхівці. Але більшовики і там пішли в наступ; не підтримані населенням, денікінці відступали, і В. Леонтович був змушений виїхати, адже від нової влади він міг чекати тільки на розстріл. І цього разу саме селяни врятували його і його сім'ю.
Володимир Миколайович прощався з Україною назавжди. Перервалося життя на рідній землі, наповнене творчістю, господарською працею, громадською діяльністю, тим, що становило сенс його буття. Виїжджаючи у вимушену еміграцію, він забрав із собою болючий спомин про рідний край і невигойну пекучу тугу: «Ми, сільські люде, приростаємо до землі, до рідного краю серцем… Немає для мене на землі кращого куточка, як мій хутір, немає кращого краю од України»[3].
З великими труднощами В. Леонтовичу вдалося через Крим дістатися Болгарії. Цю сумну одіссею згодом було описано автобіографічній повісті «Спомин утікача» (1922). Оселилась родина у Софії, де Володимир Миколайович працював ключником на хуторі, який орендувала група українців.
В. Леонтович був одружений з Юлією Володимирівною Лесевич, донькою відомого українського філософа-позитивіста та громадського діяча В. Лесевича. Мав двох дітей — Ольгу, в майбутньому художницю, і Віктора, згодом відомого історика, професора Франкфуртського університету.
В еміграції жив у Болгарії, Туреччині, Німеччині та Чехословаччині. Важке матеріальне становище, постійні хвороби дружини й сина, пригнічений душевний стан підірвали і його здоров'я. Але й у цей період, перебуваючи на чужині, В. Леонтович продовжував творити. Зокрема, було написано автобіографічну повість «Спомин утікача» (1922), завершено повість «Хроніка родини Гречок» (1922; на той час автобіографічна повість мала назву «Дитячі і юнацькі роки Володі Ганкевича»), збірку оповідань «Ворохобня» (1930).
Написав дослідження «Хліборобство на Україні», досі не опубліковане (2 машинописи передано його онукою Ю. Освальт до Інституту рукопису Національної бібліотеки України ім. В. І. Вернадського та відділу рукописів Інституту літератури ім. Т. Шевченка НАН України).
Рік жахливого голодомору впав на згорьовану душу Володимира Миколайовича, і серце не витримало. 10 грудня 1933 р. його не стало. В. Леонтовича поховали на Ольшанському кладовищі у Празі.
Після процесу СВУ та репресій 30-х років, винищення української інтелігенції годі було й чекати іншого ставлення до Леонтовича, ніж як до «українського буржуазного націоналіста». І тому не дивно, що згадка про нього в підрадянській історії української літератури була упередженою та негативною.
1993 рік став роком публічного повернення В. Леонтовича в Україну — у столичному Будинку вчителя відбувся вечір, присвячений 60-річчю від дня смерті письменника. У 2001 р. проведено два вечори (в Будинку Спілки письменників України та Будинку вчених) з нагоди 135-річчя від дня народження В. Леонтовича. 2004 р. за ініціативи І. Якименка, голови правління ВАТ «Оріхівка-цукор», відкрито меморіальну дошку на будинку старої цукроварні в с. Новооріхівці; 18 жовтня 2002 р. встановлено й урочисто відкрито меморіальну таблицю на будинку по вул. Грушевського, 16 з таким написом: «В цьому будинку в 1908—1919 рр. жив видатний культурно-громадський діяч, письменник і меценат Володимир Леонтович»[4]. 26 листопада 2002 р. Лубенська райрада ухвалила рішення про надання школі в с. Оріхівці імені В. Леонтовича.
[1] Леонтович О. Окрилений Україною: (життєпис Володимира Леонтовича з уступами та роздумами) / О. Леонтович. — Переяслав-Хмельницький, 2008. — С. 14.
[2] Леонтович О. Володимир Леонтович — письменник і меценат / О. Леонтович // Пам'ятки України. — 2012. — № 8. — С. 21.
[3] Леонтович В. Спомини утікача / В. Леонтович. — Берлін, 1922. — С. 102—103.
[4] Леонтович О. Володимир Леонтович — письменник і меценат / О. Леонтович // Пам'ятки України. — 2012. — № 8. — С. 24.

## Твори Володимира Леонтовича
Автор прозових творів «Пани і люди» (1893), «Per pedes apostolorum» (1896), «Старе й нове» (1900, 1913), «Оповідання» (1918), «Спомини утікача» (1922), «Хроніка родини Гречок» (1922), «Ворохобня й інші оповідання» (1930) та інших.

### Художні твори
Наприкінці 80-х рр. XIX ст. В. Леонтович виступив як прозаїк. Друкувався спочатку в періодичних виданнях Галичини (газета «Діло», журнал «Зоря») та Наддніпрянщини («Киевская старина», «Літературно-науковий вісник», «Громадська думка» та ін.). У 1891 р. коштом В. Симиренка у Львові було видано перше оповідання письменника «Солдатський розрух» під псевдонімом В. Левенко (який обрав для нього В. Антонович). В «Солдатському розрусі» В. Леонтович художньо виразно змалював пробудження людської гідності у солдат-рекрутів, почуття протесту у відповідь на визискування. Відчувалося щире співчуття до простих людей. Вже це перше оповідання засвідчило, що з'явився новий письменник з талантом оповідача, і що автор пречудово володіє українською мовою.
У 1893 р. В. Леонтович написав першу повість «Пани й люди», в центрі якої — двоє братів поміщиків із протилежним ставленням до життя, до села й селян. Останнє її видання у 1929 р. вийшло з передмовою С. Єфремова під назвою «Утопія з недавнього часу», у якій він зазначав, що дебют випав щасливий і писав: «Вірні картини життя „людей“ змальовані тямущою рукою, борсання кращих серед „панів“ перед неминучостю фатуму, так само добре відоме авторові, — ось те цінне, що й досі маємо в повісті В. Леонтовича»[1]. Також він підкреслив, що вже в першій повісті «автор зумів знайти в нашому тодішньому житті найактивніші справи й поставити їх гостро, немов провидивши, що незабаром їх поставить і сама дійсність»[2]. Після процесу СВУ передмову С. Єфремова з книжки було вирізано. Понівечене видання нині зберігається в Національній бібліотеці України ім. В. Вернадського.
Хоч повість через цензуру було надруковано у Львові, її провезли на велику Україну і, як свідчить С. Єфремов, із великим захопленням читали в українських колах, особливо серед студентської молоді.
Наступною стала повість «Per pedes apostolorum» («Стопами апостолів»), розпочата 1894 р. Вона мала підзаголовок — «Образки життя духовенства на Україні». У цій повісті, за свідченням Б. Грінченка, письменник створив низку цікавих характеристик духовенства того часу. Перед читачем постає галерея колоритних образів від зневірених у своїх юнацьких мріях священників до колишніх жандармів у рясах та хабарників із консерваторії, що дбали зовсім не про душі своїх прихожан. І єдиним справжнім поводирем пастви є старий отець Каленик, що дбав і про церкву, і про духовність людей. За композицією твір нагадує «Мертві душі» М. Гоголя. Видано його було у 1896 р. також у Львові, у друкарні НТШ, вже коштом самого автора.
Також з-під пера В. Леонтовича вийшла повість «Старе й нове» (1898; видана 1900 р. у Києві у друкарні університету св. Володимира). У 1903 р. автор закінчив історичну фантазію «Абдул-Газіс», в якій відчувається його ставлення до поневолених народів та деспотії царизму. Але через цензуру твір було опубліковано лише 1918 р. Такий непростий шлях від задуму до видання проходили майже всі твори В. Леонтовича.
Протягом 20-х і на початку 30-х років у різних виданнях Львова, Праги, Берліна, Парижа з'явилася ціла низка оповідань письменника («Мимоволі», «Комісіонер Сара Соломонівна», «Зустріч з предком», «Лихо подоланим», «Повітовий сатир» та ін.), в яких спостерігається динамічний сюжет, відшліфована мова; нариси-мемуари про культурне життя в Україні кінця XIX — початку XX ст. («Спогад про Чикаленка», «Спогади про мої зустрічі з українськими діячами старшого покоління», «Спогад про Василя Симиренка», «Спогад про Коцюбинського» тощо). Вийшла книга у перекладі чеською мовою «Революція йде» з передмовою Д. Дорошенка. Було написано «Спомини».
За часів радянської влади було надруковано оповідання «Солдатський розрух» (1926) та повість «Пани й люди» (1929). Залишилися праці Леонтовича в рукописах, у тому числі й продовження «Споминів», доля яких невідома. За твердженням С. Сірополка, їх письменник «призначав для видання Українським Науковим Інститутом у Варшаві»[1]
В. Леонтович плідно співпрацював із тижневиком «Тризуб», що був виразником національно-державницької ідеології, — вів огляд тогочасної літератури в Україні («Літературні спостереження») під псевдонімом Давній.  У своїх публікаціях давав точні, об'єктивні оцінки молодому письменству України, що вражають читачів і досі, через багато років. Також співпрацював і з іншими періодичними виданнями («Січ», «Хліборобський шлях», «Неділя», «Український тиждень»).
[1] Леонтович О. Володимир Леонтович — письменник і меценат / О. Леонтович // Пам'ятки України. — 2012. — № 8. — С. 22.
[1] Там само. — С. 17.
[2] Там само. — С. 17.

#### Окремі видання
1. Солдатський розрух: Бувальщина / Написав Володимир Левенко. — Передрук з газети «Діло». —Львів: Друкарня Т-ва ім. Т. Г. Шевченка, 1891. — 43 с.
2. Пани і люди: Повість Володимира Левенка. — Львів: Коштом автора, 1893. —168 с.
3. Per pedes apostolorum (Стопами апостолів): Образки з життя духовенства / Написав Володимир Левенко. — Львів: Коштом автора, 1896. — 106 с.
4. Старе й нове: Оповідання / В.Левенко. — Київ, 1900. — 95 с.
5. Старе й нове. — Львів: Видання товариства прихильників української літератури, науки і штуки у Львові; Київ: Друкарня Другої Друкарської спілки, 1913. — 212 с. — Зміст: Старе й нове, 1898; Самовбивець, 1898; Я заробив у свого Бога; Совість; Казка про трьох братів; Заповіт і смерть пана Івана Гречки. [Архівовано 27 березня 2019 у Wayback Machine.]
6. Старе й нове. — Львів: Видання Товариства прихильників української літератури, науки і штуки у Львові, 1914. — 212 с. — Зміст: Старе й нове; Самовбивець; Я заробив у свого Бога; Совість; Рахуба із старшим братом; Заповіт і смерть пана Івана Гречки.
7. Оповідання. — Том 1. — Київ: Вік, 1918. — 184 с. — Зміст: Абдул-Газіс; Per pedes apostolorum; Усе по закону; Vis major, Солдатський розрух; Гинуть мрії.
8. Спомини утікача. — Берлін: Українське Слово, 1922. — 154 с.[4]
9. Хроніка роду Гречок. — Берлін: Українське Слово, 1922. — 136 с.
10. Солдатський розрух. — Харків: Український робітник, 1926. — 40 с.
11. Пани й люди. — Київ: Сяйво, 1929.
12. Ворохобня і інші оповідання. — Львів: Неділя, 1930. — 147 с. — Зміст: Ворохобня; Помирили; Степан Моргун; Образки стародавнього життя: Лубні. Свербій. Хапкович; Пан Лагода; 3 життя моєї баби; Життєпис земельного спекулянта; Трохи соціяліст; Кумпаньйони; Gentilhomme declasse; Мізерія; Вигнанці. [Архівовано 26 вересня 2020 у Wayback Machine.]
13. Хроніка Гречок. —Львів: Червона калина, 1931. — 136 с.
14. Хроніка Гречок. — Львів: Світ, 1994. — 94 с.
15. Зібрання творів: У 4 т. / Упорядник О. Леонтович. — Київ: Видано коштом онуків В. Леонтовича; Сфера, 2004—2006. Зібрання творів: У 4 т. / Упорядник О. Леонтович. — Київ: Видано коштом онуків В. Леонтовича; Сфера, 2004—2006.
16. Естетизм М. М. Коцюбинського // Там само. — 1913. — Т. 63. — Ч.5. —С. 199—203.
17. В. Винниченко «По-свій» // Там само. — 1914. — Т. 66. — С. 169—172.
18. Михайло Жук «Співи землі» // Там само. — 1912. — Т. 58. — С. 392—394.
19. Літературний збірник «Арго» // Там само. — 1914. — Т. 65. — С. 407—409.
20. Критикам «Вісника» // Рада. — Київ, 1911. — 28 квітня. — 4.95. — С. 2.
21. Лист-відповідь Іванові Липі // Там само. — 1911. — Ч. 122. — С. 3.
22. Життьовий ґрунт українського руху // Там само. — 1914. — Ч. 56. — С. 2.
23. Село мовчить. // Неділя. — Львів, 1930. — 6 липня. — Ч. 26. — С. 3.
24. Леонтович В. Спомини утікача / Володимир Леонтович. — Берлін : Укр. слово, 1922. — 154 с. — (Бібліотека ”Українського слова” ; ч. 13). [Архівовано 27 березня 2019 у Wayback Machine.]

#### Літературні спостереження (1928—1933)
1. Вийшли, певніше, дійшли… // Тризуб. — Париж, 1928. — Ч. 31. — (Літературні спостереження; III).
2. (Поруч з оповіданнями з селянського життя…] // Там само. — Ч. 33. — С. 3-9. — (…IV).
3. [І на наддніпрянський Україні…] // Там само. — Ч. 35. — С. 4-7. — (…V).
4. Хвильовий // Там само. — Ч. 35. — С. 7-10. — (…VI).
5. Васильченко // Там само. — Ч. 44. — С. 2-7 (…VII).
6. Косинка // Там само. — 1929. — Ч. 10. — С. 5-11. — (…VIII).
7. Стсфаник // Там само. — Ч. 28. — С. 4-9.
8. Місячник «Життя і Революція» // Там само. — Ч. 33-34. — С. 9-14. — (…XI).
9. «Червоний шлях» 1928 року // Там само. — Ч. 40. — С. 2-6. — (…XII).
10. (Роман Підмогильного «Місто») // Там само. — Ч. 44. — С. 3-8. —(…XIII).
11. «Нові шляхи» // Там само. — 1930. — Ч. 7. — С. 2-7. — (…XIV).
12. М.Грушевський «Під зорями», О.Олесь «Солом'яний бичок», «Злидні», «Микита Кожум'яка» // Там само. — Ч. 13. — С. 2-8. — (…XV).
13. Літературно-науковий вісник 1929 року // Там само. — Ч. 16-17. — С. 3-9. — (…XVI).
14. Панас Мирний // Там само. — Ч. 29-30. — С. 16-20. — (…XVII).
15. Відповідь на відповідь (П-ві Наріжному) // Там само. — Ч. 36. — С. 7-9.
16. «Червоний шлях» 1929 року // Там само.—Ч. 38. — С. 3-7.—(…XVIII).
17. «Життя і революція» за 1929 рік // Там само. — Ч. 43. — С. 2-7. — (…XIX).
18. Ол. Копиленко «Т вердий матеріал» //Там само. — Ч. 49-50.—С. 8-13. — (…XXI).
19. О. Бабій «Перші сгежі» // Там само. — 1931. — Ч. 27-28. — С. 2-7. — (…XXV).
20. Я. Качура «Ольга» // Там само. — Ч. 38. — С. 6-11. — (…XXVII).
21. «Смерть». 36. оповідань Антоненка-Давидовича // Там само. — Ч. 43. — С. 3-7. — (…XXIX).
22. Л. Скрипник. «Будинок примусових праць» // Там само. — 1932. — Ч. 1. — С. 5-9.
23. Є. Кротевич. «Звільнення жінки» // Там само. — Ч. 25-26. — С. 3-7. — (…XXXII).
24. Ю. Шкрумеляк. «Огні з полонини» //Там само. — Ч. 30-31. — С. 8-13. — (…XXXIII).
25. С. Скляренко. «Матрос Ісай» // Там само. — Ч. 32. — С. 7-11. — (…XXXIV).
26. В. Отаманюк. «Крізь кривду й кров» // Там само. — Ч. 34. — С. 2-6. — (…XXXV).
27. І. Кириленко. «Перешихтовка» // Там само. — Ч. 38. — С. 3-8. — (…XXXVI).
28. М. Інченко. «Робітнісили» //Там само. — 1933. — Ч. 1. — С. 10-14.— (…XXXVIII).
29. П. Панч. «Голубі ешелони» // Там само. — Ч. 10. — С. 7-12. — (…XXXIX).
30. [Періодична література наша…] // Там само. — Ч. 36. — С. 6-10. — (…XXXV).
31. Г. Хоткевич. «Гуцульські оповідання» // Там само. — Ч. 39. — С. 8-13. — (…XXXVI).

## Додаткова література

### Дослідження, присвячені творчості Леонтовича
- Окрилений Україною. До 150-річчя від дня народження В. Леонтовича (1866—1933) // Дати і події. [Архівовано 2 лютого 2017 у Wayback Machine.] — 2016, друге півріччя: календар знамен. дат № 2 (8) / Нац. парлам. б-ка України. — Київ, 2016. — С. 35-40.

### Монографії
- Сірка, Йосип. Володимир Леонтович. — Зіген (Німеччина), 1975. — 21с. — Машинопис.
- Наконечна О. Творчість В. Леонтовича в контексті української літератури кінця XIX — початку XX століття: Дисертація на здобуття наукового ступеня кандидата філологічних наук. — Київ, 2001. — 189 с. — На правах рукопису.
- Пазуняк Н. Володимир Леонтович (1866—1933). — Філадельфія (США), 2003. — Машинопис.

### Статті з різних видань
- Грушевський С. З сучасної української літератури. Начерки і характеристики. — Київ, 1918*.
- Єфремов С. Утопія з недавнього часу// Леонтович В. Пани й люди. — Київ, 1929. —С. 17.
- Голубець М. Передмова до зб. «Ворохобня». —Львів, 1930.
- Леонтович О. Листування однодумців //Українська родина: Збірник. — Київ: Видавництво міжрегіонального інституту вдосконалення вчителів ім. Б. Грінченка, 1997. — С. 1175—1190.
- Наконечна О. Імпресіонізм як стильова домінанта прози В Леонтовича // Наука і сучасність: Збірник праць. — Ч. 3. — К.: НПУ ім. М. П. Драгоманова, 1998. —С. 222—228.
- Наконечна О. Жанрово-стильові модифікації малої прози В.Леонтовича // Сучасний погляд на літературу: Науковий збірник. — Вип. 1. — К.: НПУ ім. М. П. Драгоманова, 1999. — С. 89-95.
- Наконечна О. Особливості поетики індивідуального стилю В.Леонтовича // Наука і сучасність: Збірник наукових праць. — К.: НПУ ім. М. П. Драгоманова, 1999. — С. 238—245.
- Наконечна О. Моделі характеротворення у малій прозі В.Леонтовича // Сучасний погляд на літературу: Науковий збірник. — Вип. 3. — К.: НПУ ім. М. П. Драгоманова, 2000. — С. 59-67.
- Супруненко О. Археологічні дослідження братів Леонтовичів //Історія України. Маловідомі імена, події, факти. — Київ, 1999. — С. 293—297.
- Леонтович О. Окрилений Україною // Осінні соняшники. — Київ: Сфера, 2003. — С. 211—231.
- Леонтович О. Панахида // Там само. — С. 231—232.
- Леонтович О. Історична фантазія // Там само. — С. 232—234.
- Леонтович О. «Дорогий, гаряче любий друже…»: Про взаємини М.Коцюбинського і В.Леонтовича // Біографія М.Коцюбинського в концепції його творчості та епістолярної спадщини: Матеріали науково-практичної конференції, присвяченої 140-річчю від дня народження М.Коцюбинського. — Чернігів, 2005. — С. 77-81.

### Статті в періодиці
1. Лукич В. В Леонтович. Пани й люде // Зоря. — 1893. — С. 343—348.
2. Томашівський С. Рецензія на оповідання В.Левенка «Солдатський розрух» // Діло. — Львів, 1893*.
3. Томашівський С. Володимир Левенко: Пани й люде // Житє і Слово. — 1896. — Кн. 1. — С. 34.
4. Кримський А. Щодо авторства повісті «Per pedes apostolorum»// Зоря. — Львів, 1897. — Ч. 4*.
5. Русова С. Народники в українській літературі // ЛНВ. — 1902*.
6. Русова С. Старе й нове // Русская мьісль. — 1903*.
7. Ніковський А. Старе й нове // ЛНВ. — Київ, 1913. — Т. 64. — С. 424.
8. Єфремов С. Старе й нове // Рада. — 1914. — Ч. 6.
9. Чміль (Шульгин О.) Образки стародавнього життя. Про оповідання В.Леонтовича «Ворохобня» і інші оповідання // Тризуб. — Париж, 1930. — Ч.5. — С.9-13.
10. Т. К-а (Теофіль Коструба). Ворохобня й інші оповідання // Дзвони. — Львів, 1931. —Ч. 3.
11. «Criticus». Володимир Леонтович: «Хроніка Гречок» // Там само. — Ч. 8.
12. Сірополко Ст. Смерть Володимира Леонтовича // Діло. — 1933. — 15 грудня.
13. Повідомлення про смерть і похорон В.МЛеонтовича // Тризуб. — Париж, 1933. — 17 грудня. — No 46. — С. 1.
14. Дорошенко Д. Пам'яті Володимира Леонтовича // Хліборобський Шлях. — 1933. — 24 грудня. — Ч. 28.
15. Пам'яті Володимира Леонтовича // Тризуб. — Париж, 1933. — 24 грудня. — No 47. — С. 67.
16. Володимир Леонтович // Український тиждень. — Прага, 1933. — 18 грудня. — № 54.
17. Повідомлення про жалобну академію // Український тиждень. — Прага, 1934. — 29 січня. — № 5(60). — С. 3.
18. Шаповал О. Володимир Леонтович // Січ. — Чикаго, 1934. — Ч. 8-9. — 24 лютого-3 березня. — 24.02.-03.03. — С. 2-3.
19. Шульгин О. Пам'яті В. М. Леонтовича // Тризуб. — 1935. — Ч. 15.
20. Ванцак Б. Немає на землі кращого куточка //Лубенщина. — 1993. — 15-22 вересня. — Ч. 86-87.
21. Леонтович О. Слово про діда // Українське Слово. — 1993. — 1 грудня. — Ч. 46. — С. 7.
22. Кочевська Л. Пам'яті Володимира Леонтовича // Хрещатик. — 1993. — 22 грудня. — Ч. 23.
23. Коли оживає пам'ять // Українське Слово. — 1993. — 8 грудня. — Ч. 47.
24. Леонтович О. Світ листів Володимира Леонтовича // Українське Слово. — 1995. — 18-25 листопада.
25. Леонтович О. Володимир Леонтович: повернення із забуття // Слово Просвіти. — 1996. — N 8.
26. Погребенник Ф. Роздуми над «Громадською думкою» Володимира Леонтовича // Там само. — С. 1.
27. Погребенник Ф. Невідома автобіографія Володимира Леонтовича. // Там само. — С. 6.
28. Погребенник Ф. Про що розповів паспорт // Там само. — С. 7.
29. Погребенник Ф. З листів Володимира Леонтовича // Там само. — С. 8.
30. Погребенник Ф. Дещо про спогади Володимира Леонтовича // Українська мова і література. — 1996. — № 15. — С. 7.
31. Погребенник Ф. Володимир Леонтович (До 130-річчя від дня народження) // Українське Слово. — 1996. — 1 серпня. — Ч. 30. — С. 7.
32. Леонтович О. Окрилений Україною//Жива вода.—1996. — Ч. 11. — С.4.
33. Леонтович О. …Високий лет думок, шляхетні почуття та відданість безмежна Україні // Дивослово: Українська мова й література в навчальних закладах. — 2000. — Ч. 7. — С. 8-12.
34. Наконечна О. Проблемно-тематичний спектр малої прози В.Леонтовича // Українська література в загальноосвітній школі. —1999. — № 5. — С. 29-33.
35. Леонтович О. Історична фантазія // Слово Просвіти. — 2001. — 16 листопада. — Ч. 33.
36. Леонтович О. Попередник Земельного Кодексу // Сільський час. — 2001. —Ч. 77.
37. Кочевська Л. Вірний син України // Слово Просвіти. — 2001. — 16 листопада.
38. Никанорова О. Про славу не думав // Урядовий кур'єр. — 2001. — 10 листопада.
39. Барановська І. Думки лет високий // Українське Слово. — 2001. — Ч. 46.
40. Бурдим І. Знаний в нашім краї // Лубеніцина. — 2002. — Ч. 94.
41. Кочевська Л. Вінок пам'яті // Українське Слово. — 2002. — Ч. 44.
42. Кочевська Л. Немає кращого краю од України // Українське Слово. — 2002. — Ч. 46.
43. Леонтович О. Про підручники сто років тому // Урядовий кур'єр. — 2002. — 4.2.
44. Леонтович О. Подорож у минуле і майбутнє на тлі золотої осені // Слово Просвіти. — 2002. — Ч. 45.
45. Щербина В. Пам'яті літератора і журналіста // Вечірній Київ. — 2002. — 22 жовтня. — Ч. 203.
46. Никанорова О. Будинок Леонтовича // Урядовий кур'єр. — 2002. — Ч. 209.
47. Леонтович О. Предтеча громадянського суспільства // Урядовий кур'єр. — 2003. — 26 грудня.
48. Подрига В. Вшановуючи пам'ять земляка П Вісник. — 2003. — 10 грудня.
49. Кочевська Л. Він дуже любив Україну // Слово Просвіти. — 2004. — 28 січня.
50. Коцюбинська Н. Побратими // Літературний Чернігів. — Ч. 3. — 2005. — Ч. 3(31). — С. 139—141.
51. Коцюбинська М. Володимир Леонтович: іще один почутий голос нашої історії // День. — 2006. — 31 березня.
52. Іщук-Пазуняк Н. Повернення із прірви забуття // Вісник НТШ. — Львів, 2006. — Ч. 35. —С. 43-45.
53. Леонтович О. Повернення письменника в Україну // Слово Просвіти. — 2006. — Ч. 39. — С. 11.

### Згадки у виданнях
1. Модзалевский В. Малороссийский родословник. — Киев, 1907. — С. 76.
2. Єфремов С. Історія українського письменства. — Київ: Вік, 1914.
3. Єфремов С. Історія українського письменства. — Вид. 4-те з одмінами і додатками. — Т. 2. — Юіїв; Ляйпціг, 1919. — С. 260—261*.
4. Лотоцький О. Сторінки минулого. — Варшава, 1932—1933. — Т. II. — С. 152, 254, 278, 372, 373; Т. III. — С. 121.
5. Дорошенко Д. Історія України 1917—1923 рр. — Том II. — Ужгород, 1930; Нью-Йорк, 1954. — С. 290—291.
6. Історія української літератури. — Том 4. — Книга друга. — Київ, 1969. —С. 51-52.
7. Коцюбинський М. Твори. — Київ, 1975. — Т. 7. — С. 287.
8. Франко І. Твори. — Київ, 1982. — Т. 35. — С. 230.
9. Крип'якевич І. Історія України. —Львів, 1991. — С.377.
10. Полонська-Василенко Н. Історія України. — Т. II. — Київ, 1992. — С. 320, 505.
11. Скоропадський П. Спогади. — Київ; Філадельфія, 1995. — С. 282,283, 296, 375.
12. Мартинюк М. Українські періодичні видання Західної України, країн Центральної та Західної Європи (1914—1939): Матеріали до бібліографії. — Львів, 1998. — С. 109,110.
13. Українська література у портретах і довідках. Давня література — література XIX ст.: Довідник. — К.: Либідь, 2000. — С. 254.
14. Історія української літератури XIX ст. (70-90-ті роки): у 2-х кн.: Підручник (Гнідан О., Дем'янівська Л., Кіраль С. та ін.) За ред. Гнідая О. — К.: Вища школа, 2002. — Кн. І. — С. 138—141.
15. Українська журналістика в Іменах. Матеріали до енциклопедичного словника. — Випуск 9. — Львів, 2002. — С. 177, 178.
16. Чикаленко Є. Твори. — Том І: Спогади (1861—1907). — Київ: Рада, 2003. —С. 105,167,184,186,197, 198,286,308,330,333,335-340,342,345,348, 350—352, 355, 358, 360, 363, 365—369, 371, 372, 378—380, 398.
17. Шумило Н. Під знаком національної самобутності. — Київ: Задруга, 2003. — С. 44, 139, 153, 207, 208, 213, 223, 225.
18. Леонтович О. Мої полтавські Леонтовичі // Осінні соняшники. — Київ: Сфера, 2003. — С. 207, 208, 210.
19. Чикаленко Є. Щоденник (1919—1920). — Київ; Нью-Йорк: Видавництво ім. О.Теліги, 2005. — С. 10, 58, 65, 255—257, 461, 498, 542, 543, 554.

### Енциклопедії та енциклопедичні словники
1. Новый Енциклопедический Словарь. — Издатели: Брокгауз Ф. (Лейпциг), Ефрон И. (С.-Петербург). — Том 24. — С.-Петербург: Б. р. — С. 359.
2. Венгеров С. Критико-биографический словарь русских писателей и ученых. — Том II. — [Б.м.], 1918. — С. 32.
3. Українська Загальна Енциклопедія. — Том II. — Львів; Станіславів; Коломия: Видання кооперативи Рідна школа, Б. р. — С. 454.
4. Енциклопедія українознавства. — Париж; Мюнхен, 1962. — С. 1285.
5. Дейч О. Словник українських псевдонімів та криптонімів (XIX-XX). — Київ, 1969.
6. Encyclopedia of Ukraine. — Toronto; Buffalo; London, 1984. — T. 3. — P. 86.
7. Lejtes A.M., Jasek M.F. Desjat rokiv ukrainskojiliteraturu (1917—1927). — Miinchen, 1986. — T. I. — P. 288.
8. Українська Літературна Енциклопедія.—Том III.—1995. — С. 160—161.

### Інше
- Український подвижник і літератор: до 150-річчя від дня народження Володимира Миколайовича Леонтовича : біобібліографічний покажчик